# Yumi (フルート奏者)
yumi（ゆみ、山下 有美、1984年2月16日 - ）は、静岡県出身のフルート奏者。レコードレーベル・ソニークラシカル所属。

## 人物･略歴
- 東京藝術大学音楽学部器楽科卒業[1]。
- えなりかずきとの「熱愛」が「日刊ゲンダイ」2007年4月10日付で報じられ、同年夏からは付き人も務め、えなりを公私ともに支えていたが、2007年10月に破局していたことが2009年12月3日判明した[2]。
- 2010年2月1日に一般男性と結婚したことを公式ブログで発表した。2011年11月21日、性格の不一致により離婚した。
- 山下康介と再婚したことが「ZAKZAK」2014年10月7日付で報じられた[3]。

## 作品

### アルバム
- メルヘンな風（2006年1月18日）
- 天使の宝石箱（2006年11月22日）
- yumi meets Piazzolla（2016年11月25日）
- 響きの花束　Sound of Bouquet（2018年11月25日）

### 写真集
- Dolce（2006年3月 彩文館出版）

## TV
- クイズ日本の顔（2006年・NHK）
- 歌笑HOTヒット10（2007年・日本テレビ）
- 題名のない音楽会21（2007年・テレビ朝日）
- 坂の上の雲（2010年・NHK）…女学生役

## ラジオ
- OTTAVA Gioia（2015年10月 - 2020年3月・OTTAVA） - 週替わりでの出演
- OTTAVA Salone（2020年4月 - ・OTTAVA） - 週替わりでの出演